# 圣海伦岛
圣海伦岛（法語：Île Sainte-Hélène，英语：Saint Helen's Island）是圣劳伦斯河中一个岛屿，位于加拿大魁北克省蒙特利尔市境内，蒙特利尔岛东南方，在魁北克最西南部。它是霍切拉加群岛（Hochelaga Archipelago）的一部分。勒莫恩海峡（Le Moyne）将其与圣母岛隔开。圣海伦岛和圣母岛共同组成让-德拉波公园（Parc Jean-Drapeau），原名岛屿公园（Parc des Îles）。

## 历史

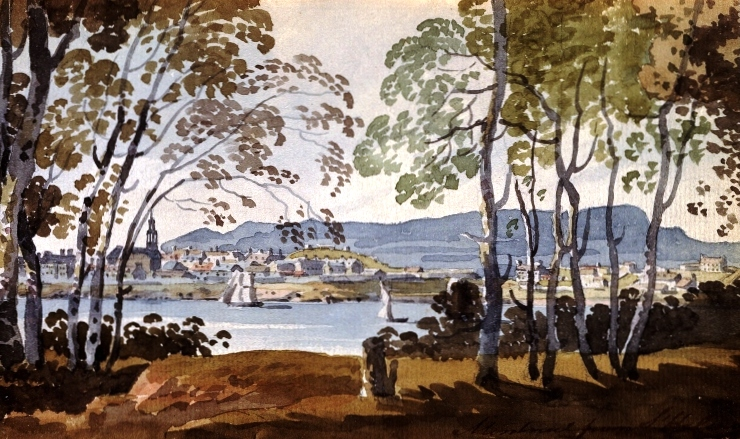
1801

1611年， 法国探险家萨缪尔·德·尚普兰以她的妻子海伦· 德·尚普兰命名该岛。从1665年到1818年，该岛属于隆格伊的勒莫因家族，直到被英国政府收购。
1812年战争后，岛上建造了堡垒和火药库，用于城市的防御。
1838年，英国人制定了在此建立天文台的计划，但后来改为设在多伦多 。
新成立的加拿大政府于1870年收购了该岛;1874年，它变成了一个公园。公众把它当作海滩，在河里游泳
1940年代，第二次世界大战期间，圣海伦岛曾设有战俘营。这个战俘营的战俘大多是意大利和德国国籍，强迫从事苦役。到1944年，战俘营关闭，不久之后，由于关于囚犯待遇的内部报告而被摧毁。
圣海伦岛的群岛被选为1967年世界博览会的举办地。这次世界博览会的主题是“人类和其世界”（Man and His World, 法语, Terre des Hommes）。为筹备1967年世博会， 利用在蒙特利尔地铁施工过程中挖掘的泥土，对该岛与附近的几个岛屿进行了大规模的扩大和加固。附近的圣母岛是从零开始建造的人工岛。1967年世博会后，该场地继续被用作游乐场，现名“人类和其世界”。大部分世博设施被拆除，该岛被归还公园。

## 景点
岛上有几个重要的景点，包括斯图尔特博物馆（圣海伦岛要塞）、La Ronde游乐园、生物圈（关于圣劳伦斯河的博物馆，设于原世博会美国馆）、以及圣海伦岛水上综合体（法语：Complexe aquatique de l'île Sainte-Hélène）包括三个水池。公园是蒙特利尔人的主要娱乐场所，经常举办音乐会和表演，包括国际烟花比赛和一年一度的奥谢加音乐节。

## 交通
前往该岛可以乘坐公共交通工具、汽车、自行车或步行。康科迪亚桥（Pont de la Concorde）连接圣海伦岛与蒙特利尔岛以及圣母岛（它本身与南岸的圣兰伯特以自行车道相连）。从蒙特利尔岛和南岸的隆格伊都可以通过雅克·卡地亚桥到达该岛。蒙特利尔地铁黄线在圣海伦岛有一个停靠站：尚达坡站。

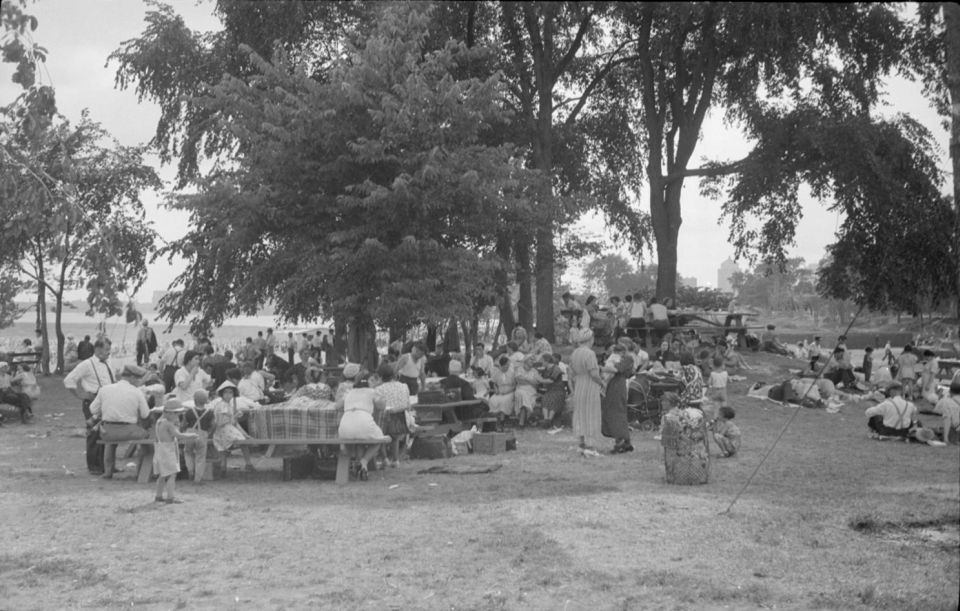
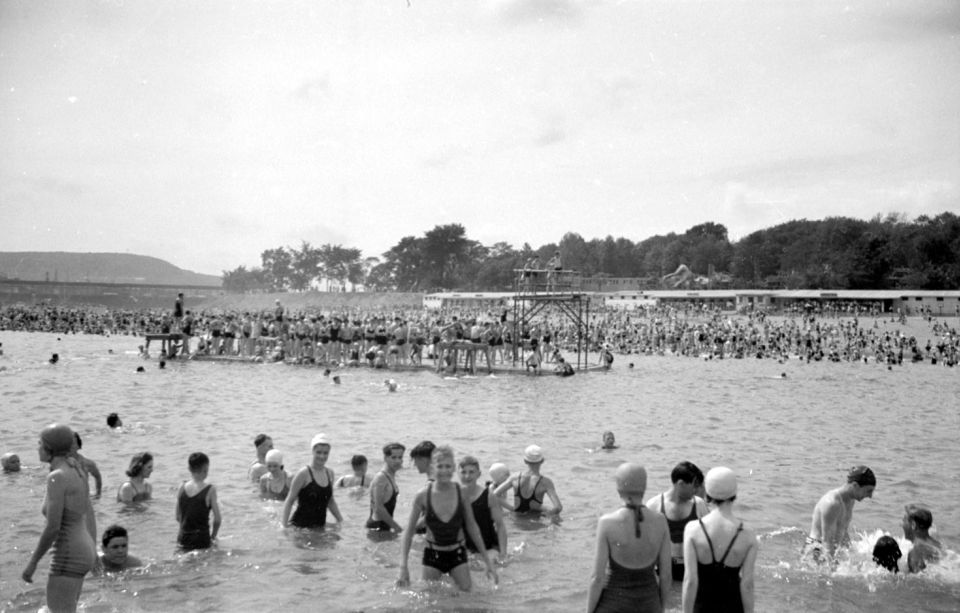
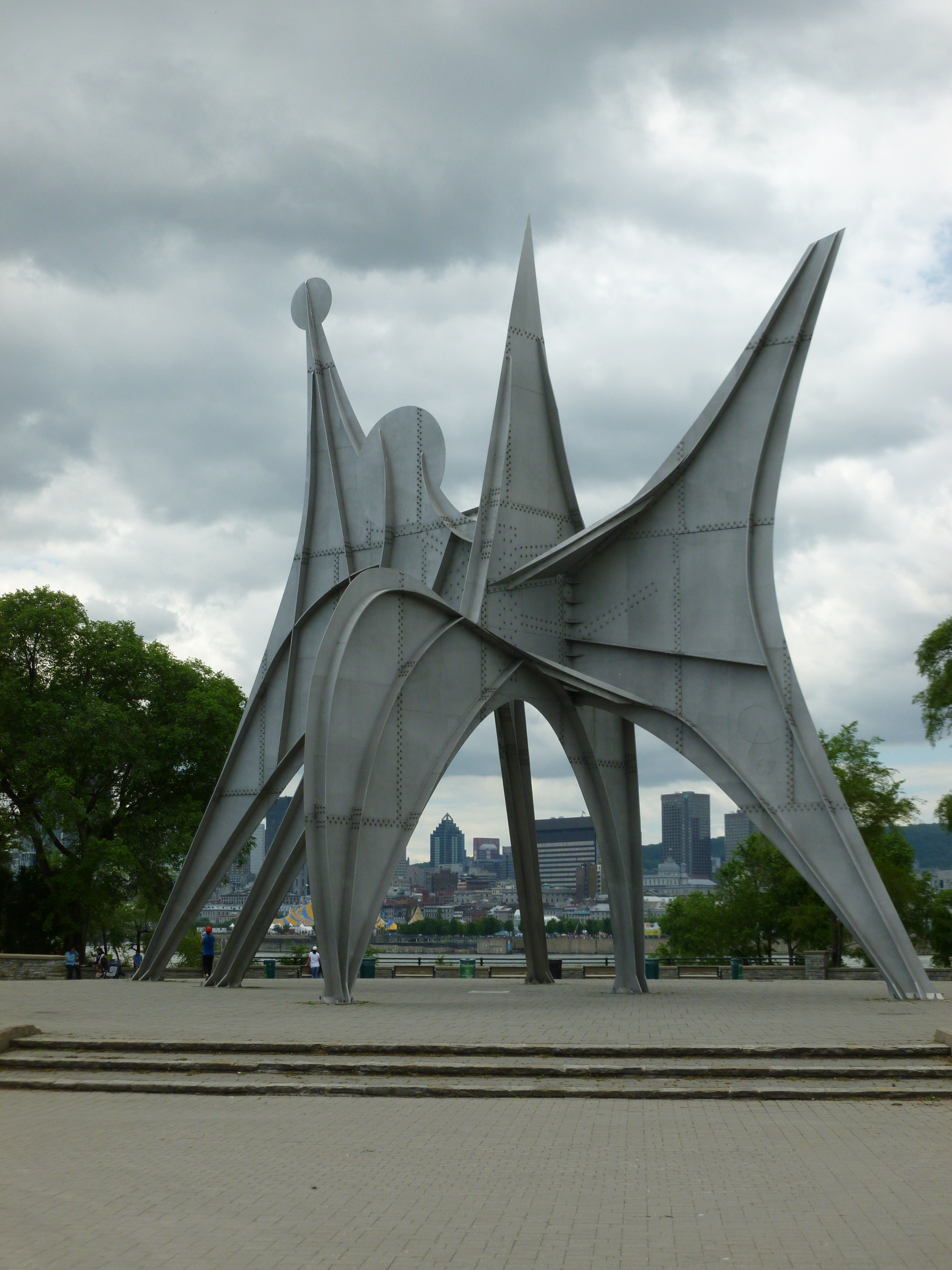
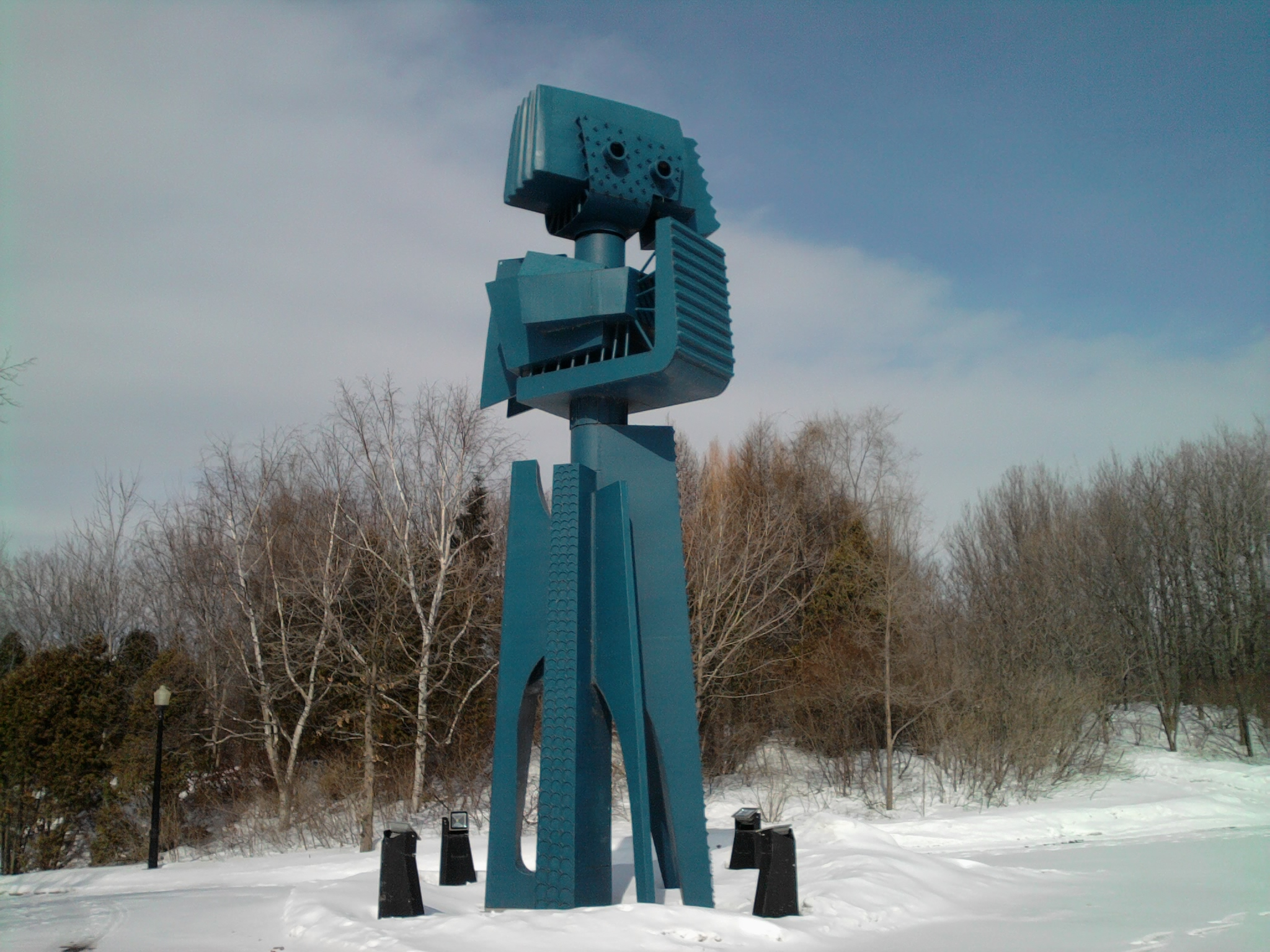
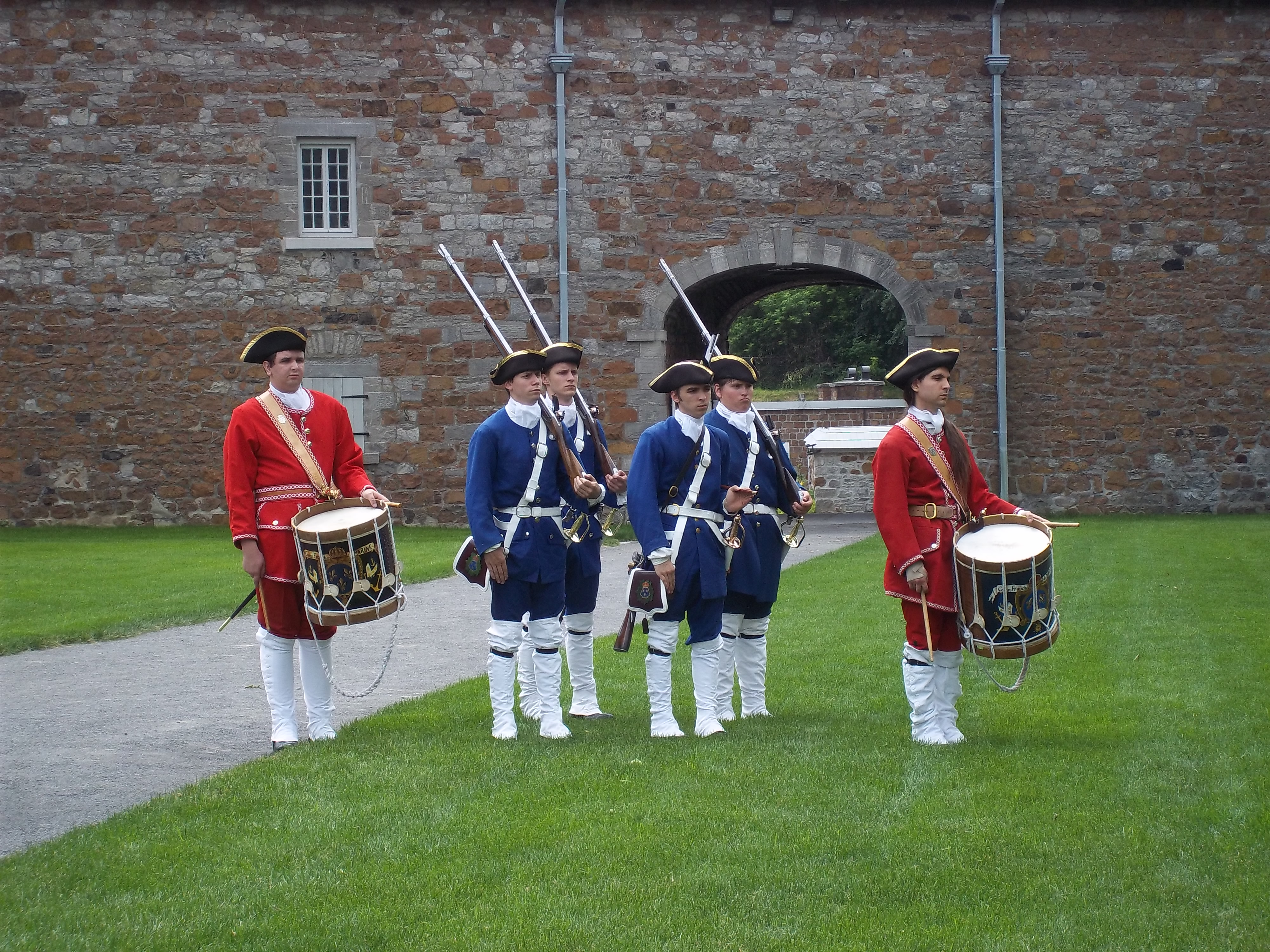
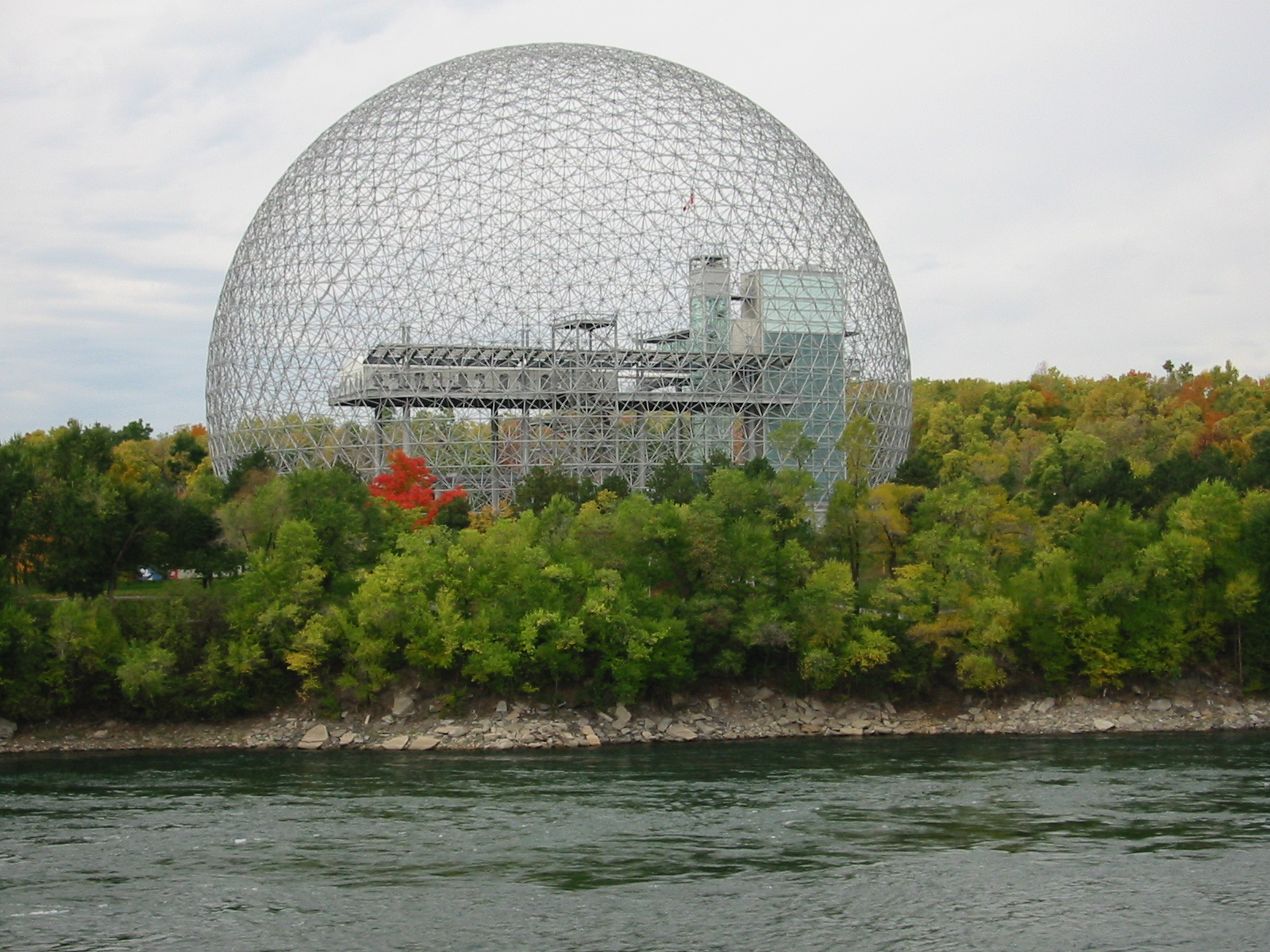
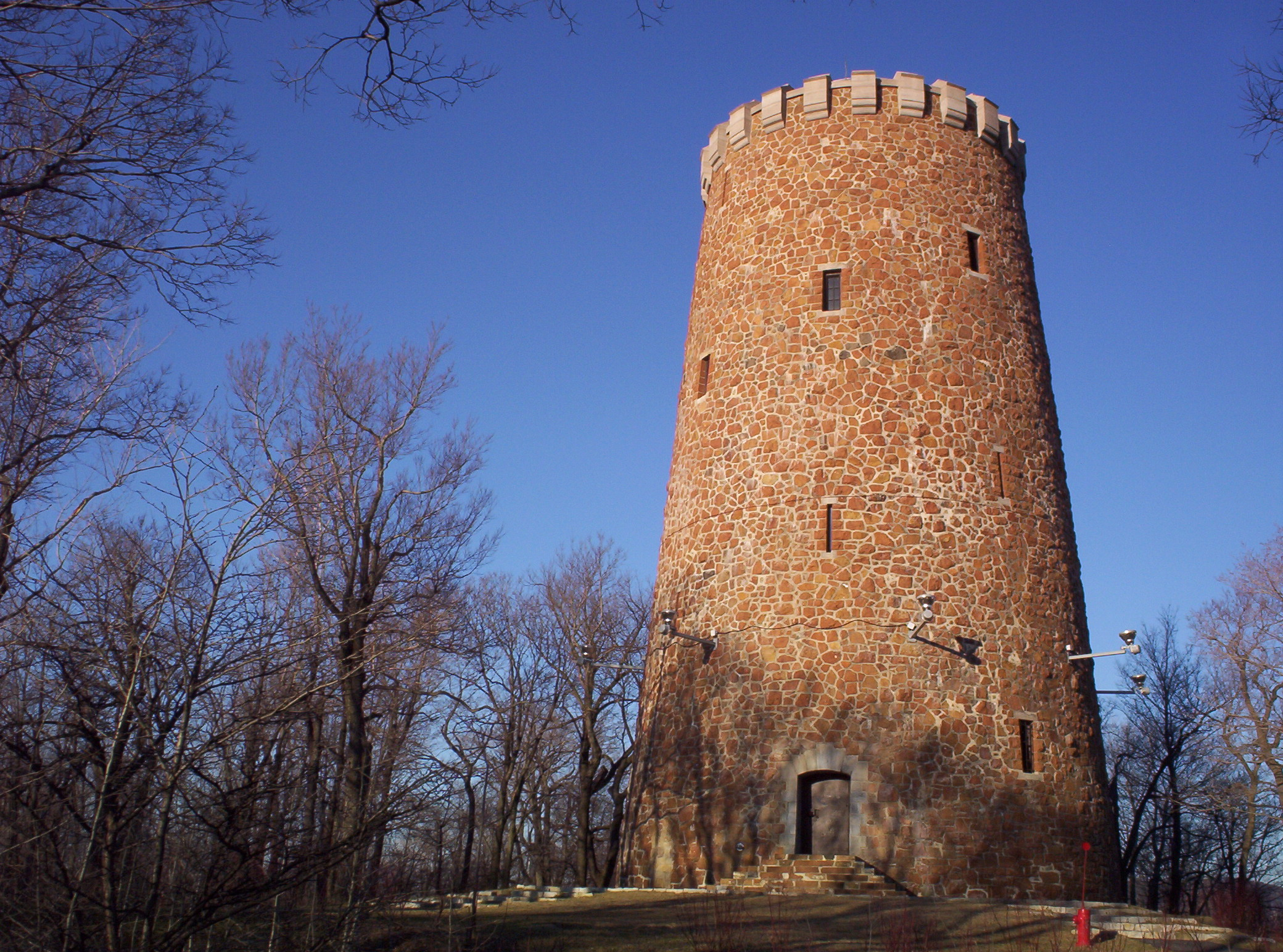